# Todd Hido
Todd Hido (nascido em 25 de agosto de 1968) é um fotógrafo americano contemporâneo. Ele já publicou 17 livros, teve o seu trabalho amplamente exposto internacionalmente e está incluído em várias coleções públicas. É atualmente professor adjunto do California College of the Arts em São Francisco.

## Vida e trabalho
Hido nasceu em 25 de agosto de 1968, em Kent, Ohio, e se formou na Theodore Roosevelt High School em 1986. Ele se formou em 1991 com um BFA da Tufts University, em Medford, Massachusetts, e na School of the Museum of Fine Arts, em Boston. Entre 1991 e 1992, estudou na Rhode Island School of Design, em Providence, Rhode Island. Em 1996, ganhou um MFA do California College of Arts and Crafts, Oakland, Califórnia. Entre os seus professores estava o fotógrafo Larry Sultan, que mais tarde se tornará o seu mentor.
Muito do trabalho de Hido envolve fotos de residências urbanas e suburbanas em todos os EUA. Hido acidentalmente abordou aquele que seria um de seus temas mais conhecidos, quando ao conduzir à noite na Costa Oeste, passou a fotografar casas em diversos bairros. As casas muitas vezes pareciam isoladas e tinham em comum a presença de uma janela com a luz acesa. Dessa pesquisa surgiu o seu livro House Hunting, publicado em 2001.
Em seguida, passou a fotografar figuras, principalmente nus femininos em interiores, e também a retratar paisagens rurais. Em 2006 publicou a monografia Between the Two. Hido combina fotos de interiores e retratos de modelos e atrizes, mantendo uma estética semelhante à de sua primeira publicação. Também neste livro, há fotos noturnas de edifícios. Nenhum texto ou descrição foi inserido, de forma a deixar ao espectador total liberdade de interpretação. Em 2018, lançou Bright Black World, o seu primeiro trabalho fotografado fora dos Estados Unidos com conotações ambientais.
Hido diz que é influenciado por Alfred Hitchcock, Edward Hopper, Stephen Shore, Robert Adams, Walker Evans, Nan Goldin, Emmet Gowin, Larry Sultan, Alfred Stieglitz, Andreas Gursky e Rineke Dijkstra. Encomendado pela marca italiana Bottega Veneta, fotografou a atriz Lauren Hutton e as modelos Joan Smalls e Vittoria Ceretti para os anúncios de Primavera / Verão 2017 da marca.
A sua primeira exposição em Portugal decorreu no Museu do Chiado, em Lisboa, de Outubro de 2020 a Janeiro de 2021.